# Château-Landon (métro de Paris)
Pour les articles homonymes, voir Château (homonymie), Landon et Château-Landon (homonymie).
Château-Landon est une station de la ligne 7 du métro de Paris, située dans le 10e arrondissement de Paris.

## Histoire
La station est ouverte en 1910. Elle dispose alors d'un accès en voirie situé rue du Faubourg-Saint-Martin.
La rue du Château-Landon, au-dessus de la station, tient son nom de la présence d’un castel jadis construit pour un sieur Landon, sous Louis XIV, et devenu par la suite propriété de la congrégation voisine de Saint-Lazare. Cette rue s'appelait auparavant chemin des Potences. Cette rue, ainsi qu’une partie de la rue du Faubourg-Saint-Martin, suit le tracé de la grande voie romaine allant de Lutèce vers le nord en passant par Saint-Denis.
Le passage souterrain permettant l'accès direct à la gare de l'Est, situé sous le pont La Fayette, a été créé à l'occasion de la rénovation de la gare de l'Est en 1931. Il était originellement destiné au transport des bagages et colis. Il reliait l'extrémité des quais à une galerie longitudinale construite sous le quai no 10, qui permettait de rejoindre les salles d'enregistrement des bagages (situées entre les deux entrées pour les bagages au départ et un étage plus bas, sous les têtes de quais, pour ceux à l'arrivée). Les galeries étaient, elles aussi, séparées en deux étages : en haut pour les bagages au départ et en bas pour ceux à l'arrivée. Des monte-charges permettaient de décharger les fourgons de messagerie vers le tunnel. Quand le système d'acheminement des bagages a été réformé, la galerie perpendiculaire a été reconvertie en couloir de correspondance.
Dans les années 1970, la station est intégrée à un projet immobilier qui voit la création d'une nouveau bâtiment SNCF à l'est des voies ferrées. L'accès originel est condamné, tandis que les voyageurs accèdent dorénavant à la station par le rez-de-chaussée de l'immeuble et une salle d'échanges commune avec l'accès aux trains.
Dans l'avant-projet du RER E, il était prévu de prolonger ce couloir sous la rue La Fayette pour rejoindre la gare de Magenta, mais les études de définition avec la ville de Paris n'ont pas pu aboutir. Ce couloir aurait permis de relier la gare de l'Est à la gare de Paris-Nord pour former un vaste pôle multimodal. Il ne manque que 50 à 80 mètres à percer entre le quai 1 de la gare de l'Est et la sortie Rue de l'Aqueduc de la gare de Magenta, mais il faut pour cela croiser un égout et l'aqueduc de ceinture du canal de l'Ourcq. Cette difficulté technique explique pourquoi l'ouvrage n'a pas été réalisé pour le moment. Dans le cadre de la modernisation du bipôle Gare du Nord - Gare de l'Est, le projet est relancé par Île-de-France Mobilités qui décide de ce prolongement en 2018 pour une réalisation à l'horizon 2024.

## Services aux voyageurs

### Accès

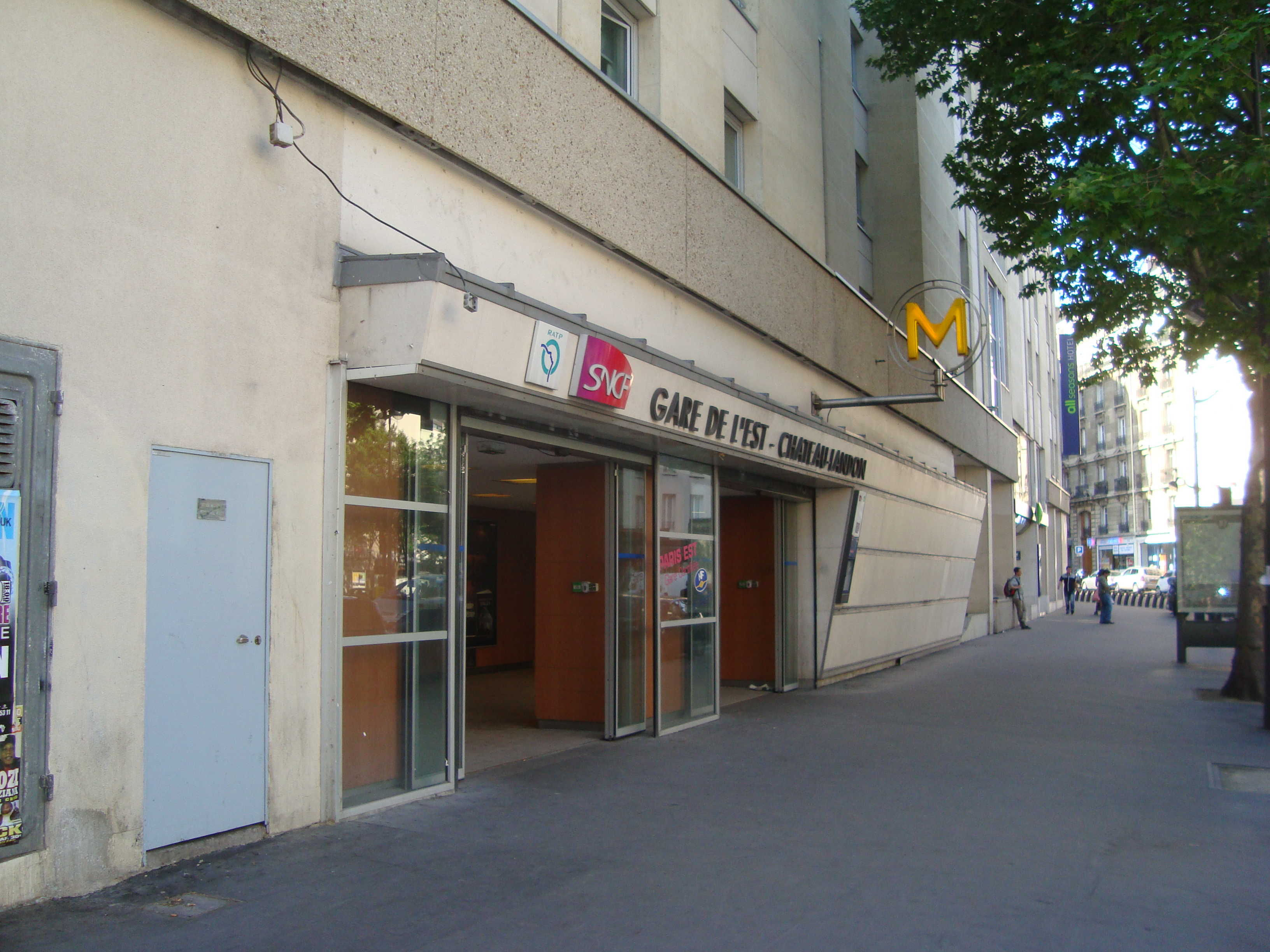
Entrée de la station, rue de Château-Landon.

En dehors de l'accès direct depuis les quais de la gare de Paris-Est, la station dispose d'un seul accès devant le 188, rue du Faubourg-Saint-Martin. Un second accès (sortie uniquement, par escalator), situé à quelques mètres au sud de l'accès actuel, a été condamné au début des années 1990.

### Quais
Château-Landon possède deux quais séparés par les deux voies du métro, elles-mêmes séparées par un piédroit formant ainsi deux demi-stations avec chacune une voûte elliptique. La décoration est du style « Ouï-dire » de couleur rouge : le bandeau d'éclairage, de même couleur, est supporté par des consoles courbes en forme de faux. L'éclairage direct est blanc tandis que l'éclairage indirect, projeté sur la voûte, est multicolore. Les carreaux en céramique blancs sont plats et recouvrent les piédroits, la voûte, les tympans et les débouchés des couloirs. Les cadres publicitaires sont rouges et cylindriques et le nom de la station est écrit avec la police de caractères Parisine sur plaques émaillées. Les quais sont équipés de sièges du style « Motte » rouges.

### Intermodalité
La station est desservie par les lignes 26, 46 et 54 du réseau de bus RATP, et, la nuit, par les lignes N13, N41, N42 et N45 du réseau Noctilien.

## Fréquentation
Nombre de voyageurs entrés à cette  station :
| Année                      | 2013      | 2014      | 2015      | 2016      | 2017      | 2018      | 2019      | 2020      | 2021      |
| -------------------------- | --------- | --------- | --------- | --------- | --------- | --------- | --------- | --------- | --------- |
| Nombre de voyageurs par an | 1 644 923 | 1 629 996 | 1 663 800 | 1 679 432 | 1 756 811 | 1 779 651 | 1 759 434 | 1 009 087 | 1 140 353 |
| Rang                       | 271e      | 276e      | 271e      | 270e      | 264e      | 267e      | 263e      | 242e      | 269e      |
| Nombre de stations         | 302       | 302       | 302       | 302       | 302       | 302       | 302       | 304       | 304       |

## Projets
La station pourrait devenir également le terminus de la future ligne résultant de la fusion des lignes 3 bis et 7 bis du métro de Paris proposée à la phase 1 (horizon 2007-2013) du projet du Schéma directeur de la région Île-de-France (SDRIF).
Il est aussi envisagé de prolonger le souterrain piétonnier jusqu'à la gare de Magenta, ce qui permettrait de relier la gare de Paris-Nord à la gare de Paris-Est.